# Octan etylu
Octan etylu, CH
3COOC
2H
5 – organiczny związek chemiczny z grupy octanów, ester kwasu octowego i etanolu. Jest bezbarwną cieczą o charakterystycznym, przyjemnym, owocowym zapachu. Występuje powszechnie w owocach. Bardzo dobry rozpuszczalnik organiczny, słabo rozpuszczalny w wodzie. 
Otrzymywany w wyniku estryfikacji etanolu kwasem octowym (konieczny dodatek kwaśnego katalizatora) lub bezwodnikiem octowym:
CH
3COOH + C
2H
5OH → CH
3COOC
2H
5 + H
2O
CH
3COOCOCH
3 + C
2H
5OH → CH
3COOC
2H
5 + CH
3COOH
Stosowany jest jako rozpuszczalnik farb i lakierów, rozpuszczalnik w procesach przemysłowych oraz składnik mieszanin zapachowych, a także w entomologii do zatruwania owadów.